# ヘルレイザー3
『ヘルレイザー3』（原題：Hellraiser III: Hell on Earth）は、1992年に製作されたアメリカのホラー映画である。ヘルレイザー・シリーズの第3作にあたる。

## 概要
本作では、前作で魔道士ピンヘッドが死亡したことによって、悪（ピンヘッド）と善（エリオット・スペンサー大尉）に別れた2人の対決が主軸となる。また、ピンヘッドの生前の過去が明らかになる。

## ストーリー
新人テレビレポーター・ジョーイの初仕事は、夜の救急病院からの現場レポートだった。しかし、今夜に限って救急車は現れず、クルー達は別の事件を取材するために去ってしまう。すると、1人だけのジョーイのところへ救急車が到着し、全身に無数の鎖を食い込ませた男性が運び込まれる。ジョーイは、ER内で男性の身体に食い込んだ鎖が勝手に暴れ、彼の身体を引き裂く様子を目撃する。
ジョーイは自分の見たことを上司に説明するが、証拠となる映像が無ければ話にならないと突っぱねられる。独自に調査を開始したジョーイは、男性と一緒にいた女性・テリーを見つけ出す。テリーの協力により、ジョーイはかつてのカースティーの事件について知る。
一方、クラブ「ボイラー室」のオーナー・J.P.は、とある画廊で不気味な彫刻がなされた像を買い、インテリアとして自室内に置いていた。ふと、J.P.が負傷した際の出血がかかったことで、像に刻み込まれていた魔道士・ピンヘッドが目覚める。ピンヘッドはJ.P.をそそのかし、さらなる血肉を吸収して像から抜け出そうとたくらむ。

## キャスト
- テリー・ファレル - ジョーイ・サマースキル
- ダグ・ブラッドレイ - 魔道士ピンヘッド（英語版）/エリオット・スペンサー大尉
- ポーラ・マーシャル（英語版） - テリー
- ケヴィン・バーンハート（英語版） - J.P.モンロー
- ケン・カーペンター - ドク
- アシュレイ・ローレンス（英語版） - カースティー（ビデオテープ映像のみに登場）